# Андреа Де Фалько
Андреа Де Фалько (італ. Andrea De Falco, нар. 19 червня 1986, Анкона, Італія) — італійський футболіст, півзахисник клубу «Вітербезе». Виступав за юнацьку збірну Італії.

## Клубна кар'єра
Вихованець футбольної школи клубу «Анкона». Дорослу футбольну кар'єру розпочав 2003 року в основній команді того ж клубу, в якій провів один сезон, взявши участь у 7 матчах чемпіонату.
Протягом 2004—2005 років захищав кольори команди клубу «Піза».
Своєю грою за останню команду привернув увагу представників тренерського штабу клубу «Фіорентина», до складу якого приєднався 2005 року. Відіграв за «фіалок» наступний сезон своєї ігрової кар'єри.
Згодом з 2006 по 2011 рік грав у складі команд клубів «Пескара», «Таранто», «Анкона», «К'єво», «Анкона» та «Сассуоло».
2011 року уклав контракт з клубом «Барі», у складі якого провів наступні три роки своєї кар'єри гравця. Більшість часу, проведеного у складі «Барі», був основним гравцем команди.
Протягом 2014—2014 років захищав кольори команди клубу «Юве Стабія».
До складу клубу «Беневенто» приєднався 2014 року, відіграв за цю команду два сезони.
З серпня 2017 року грає у Серії C, спочатку за «Матеру», згодом за «Віченцу» і «Реджину», а з літа 2019 року за «Вітербезе».

## Виступи за збірні
2004 року дебютував у складі юнацької збірної Італії, взяв участь у 14 іграх на юнацькому рівні, відзначившись одним забитим голом.

## Титули і досягнення
- Володар Кубка Сан-Марино (1):

«Тре Фйорі»: 2021-22

## Статистика виступів

### Статистика клубних виступів
Станом на 15 вересня 2019 року
| Сезон                  | Команда                | Чемпіонат              | Чемпіонат | Чемпіонат | Національний кубок | Національний кубок | Національний кубок | Континентальні кубки | Континентальні кубки | Континентальні кубки | Інші змагання | Інші змагання | Інші змагання | Усього | Усього |
| Сезон                  | Команда                | Ліга                   | Ігор      | Голів     | Ліга               | Ігор               | Голів              | Ліга                 | Ігор                 | Голів                | Ліга          | Ігор          | Голів         | Ігор   | Голів  |
| ---------------------- | ---------------------- | ---------------------- | --------- | --------- | ------------------ | ------------------ | ------------------ | -------------------- | -------------------- | -------------------- | ------------- | ------------- | ------------- | ------ | ------ |
| 2003–04                | «Анкона»               | A                      | 7         | 0         | КІ                 | 0                  | 0                  | -                    | -                    | -                    | -             | -             | -             | 7      | 0      |
| 2004-січ. 2005         | «Фіорентина»           | A                      | 0         | 0         | КІ                 | 0                  | 0                  | -                    | -                    | -                    | -             | -             | -             | 0      | 0      |
| січ.-лип. 2005         | «Піза»                 | C1                     | 9         | 0         | CI-C               | -                  | -                  | -                    | -                    | -                    | -             | -             | -             | 9      | 0      |
| 2005–06                | «Фіорентина»           | A                      | 0         | 0         | КІ                 | 0                  | 0                  | -                    | -                    | -                    | -             | -             | -             | 0      | 0      |
| Усього за «Фіорентіну» | Усього за «Фіорентіну» | Усього за «Фіорентіну» | 0         | 0         |                    | 0                  | 0                  |                      | -                    | -                    |               | -             | -             | 0      | 0      |
| 2006–07                | «Пескара»              | B                      | 25        | 2         | КІ                 | 1                  | 0                  | -                    | -                    | -                    | -             | -             | -             | 26     | 2      |
| 2007–08                | «Таранто»              | C1                     | 25+4      | 0         | CI-C               | 1                  | 0                  | -                    | -                    | -                    | -             | -             | -             | 30     | 0      |
| 2008–09                | «Анкона»               | B                      | 35+2      | 3         | КІ                 | 1                  | 0                  | -                    | -                    | -                    | -             | -             | -             | 38     | 3      |
| 2009–10                | «Анкона»               | B                      | 38        | 2         | КІ                 | 2                  | 0                  | -                    | -                    | -                    | -             | -             | -             | 40     | 2      |
| Усього за «Анкону»     | Усього за «Анкону»     | Усього за «Анкону»     | 80+2      | 5         |                    | 3                  | 0                  |                      | -                    | -                    |               | -             | -             | 85     | 5      |
| 2010–11                | «Сассуоло»             | B                      | 35        | 5         | КІ                 | 1                  | 0                  | -                    | -                    | -                    | -             | -             | -             | 36     | 5      |
| серп. 2011             | «К'єво»                | A                      | -         | -         | КІ                 | 1                  | 0                  | -                    | -                    | -                    | -             | -             | -             | 1      | 0      |
| серп. 2011–12          | «Барі»                 | B                      | 38        | 6         | КІ                 | 1                  | 0                  | -                    | -                    | -                    | -             | -             | -             | 39     | 6      |
| 2012–13                | «Барі»                 | B                      | 16        | 0         | КІ                 | 0                  | 0                  | -                    | -                    | -                    | -             | -             | -             | 16     | 0      |
| 2013-січ. 2014         | «Барі»                 | B                      | 11        | 0         | КІ                 | 2                  | 0                  | -                    | -                    | -                    | -             | -             | -             | 13     | 0      |
| Усього за «Барі»       | Усього за «Барі»       | Усього за «Барі»       | 65        | 6         |                    | 3                  | 0                  |                      | -                    | -                    |               | -             | -             | 68     | 6      |
| січ.-лип. 2014         | «Юве Стабія»           | B                      | 13        | 0         | КІ                 | -                  | -                  | -                    | -                    | -                    | -             | -             | -             | 13     | 0      |
| 2014–15                | «Беневенто»            | LP                     | 6+1       | 0         | КІ+CI-LP           | 0                  | 0                  | -                    | -                    | -                    | -             | -             | -             | 7      | 0      |
| 2015–16                | «Беневенто»            | LP                     | 31        | 3         | КІ+CI-LP           | 0+1                | 0                  | -                    | -                    | -                    | SL-LP         | 1             | 0             | 33     | 3      |
| 2016–17                | «Беневенто»            | B                      | 13        | 0         | КІ                 | 1                  | 0                  | -                    | -                    | -                    | -             | -             | -             | 14     | 0      |
| Усього за «Беневенто»  | Усього за «Беневенто»  | Усього за «Беневенто»  | 50+1      | 3         |                    | 2                  | 0                  |                      | -                    | -                    |               | 1             | 0             | 54     | 3      |
| серп. 2017–18          | «Матера»               | C                      | 26        | 1         | КІ+КІ-C            | 0+2                | 0                  | -                    | -                    | -                    | -             | -             | -             | 28     | 1      |
| 2018-січ. 2019         | «Віченца»              | C                      | 16        | 0         | КІ+КІ-C            | 0+0                | 0                  | -                    | -                    | -                    | -             | -             | -             | 16     | 0      |
| січ.-черв. 2019        | «Реджина»              | C                      | 9         | 0         | КІ+КІ-C            | 0+0                | 0                  | -                    | -                    | -                    | -             | -             | -             | 9      | 0      |
| 2019–20                | «Вітербезе»            | C                      | 4         | 0         | КІ-C               | -                  | -                  | -                    | -                    | -                    | -             | -             | -             | 4      | 0      |
| Усього за кар'єру      | Усього за кар'єру      | Усього за кар'єру      | 355+7     | 22        |                    | 14                 | 0                  |                      | -                    | -                    |               | 1             | 0             | 376    | 22     |